# Dobro (nástroj)

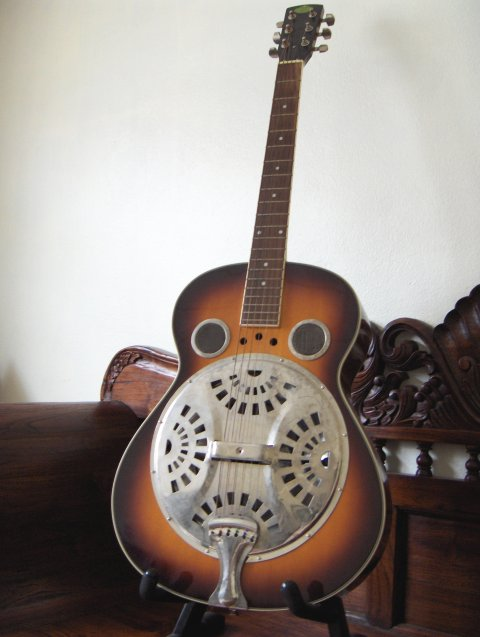
Dobro

Dobro je druh kytary vynalezený v USA bratry slovenského původu. Jde o resofonickou kytaru, což znamená, že má na přední straně kovový rezonátor.
Tento hudební nástroj vymysleli v roce 1928 v Los Angeles bratři Dopjerové (Ján, Rudolf, Emil), truhláři a výrobci strunných nástrojů. Byli to synové záhorského houslaře Jozefa Dopjery (později psán jako „Dopyera“), který s rodinou roku 1908 emigroval do USA. Název nástroje je pak akronymem z prvních slabik sousloví Dopiera Brothers. Bratři nezapomněli ani na své slovenské kořeny a pro svou společnost vytvořili slogan: „Dobro znamená dobrý v každom jazyku“ (Dobro means good in any language!). 
Dobro získalo ohlas a popularitu především v country hudbě a v bluegrassu (americká lidová hudba), ale také v bluesové hudbě. Johnny Cash o dobru napsal country hit „When Papa Played the Dobro“ (v Česku známý též v české verzi „Když náš táta hrál“ od Greenhorns).

## Příbuzné hudební nástroje
- havajská kytara
- steel kytara
- pedálová steel kytara